# Phare de Mathias Point
Le phare de Mathias Point (en anglais : Mathias Point Light), était un phare offshore de type screw-pile lighthouse situé sur la rivière Potomac près de Port Tobacco River (en) dans le comté de Charles, dans le Maryland. Il a été remplacé par une balise moderne en 1963.

## Historique
Les fonds pour un phare près de Quantico, en Virginie, ont été affectés en 1872. Une étude technique recommandait plutôt de construire les phares plus en aval  et un crédit fut alloué en 1874 pour construire un phare sur les plaines de Port Tobacco, avec une balise de jour. Les travaux ont été achevés en 1876. Le phare de Matthias Point ne ressemblait à aucune autre structure sur pilotis sur la baie de Chesapeake, avec beaucoup de boiseries décoratives et une structure distincte à trois niveaux que certains ont décrite comme ressemblant à un gâteau de mariage.
Il était prévu que ce phare remplace le phare de Upper Cedar Point. Mais le nombre de plaintes conduisit à la réactivation de ce dernier en 1882. Le phare de Mathias Point fut automatisé en 1951 et remplacé en 1963 par une balise montée sur l'ancienne fondation.

## Description
Le phare  est un mât métallique à claire-voie, avec une balise de 13,5 m de haut, montée sur l'ancienne fondation. Il émet, à une hauteur focale de 13,5 m, un éclat verttoutes les 6 secondes. Sa portée n'est pas connue. 
Identifiant : ARLHS : USA-483 ; USCG : 2-17815 ; Admiralty : J1898 . 

### Lien connexe
- Liste des phares du Maryland